# Аби Хачър фъзли хваща
„Аби Хачър фъзли хваща“ (на английски: Abby Hatcher/Abby Hatcher, Fuzzly Catcher) е канадски компютърно анимиран сериал, създаден от Роб Ходжи. Продуциран от Guru Studio с участието на Spin Master Entertainment, сериалът се излъчва премиерно по Nickelodeon в Съединените щати на 1 януари 2019 г., TVOKids в Канада на 11 февруари 2019 г., и по Milkshake! (блока на Channel 5) на 2 март 2020 г. във Великобритания. Излъчва се премиерно онлайн на 18 декември 2018 г.

## В България
В България сериалът започва излъчване по локалната версия на Ник Джуниър.

### Нахсинхронен дублаж
| Роля           | Изпълнител                                  |
| -------------- | ------------------------------------------- |
| Аби Хачър      | Далия Георгиева                             |
| Аби Хачър      | Ема Димитрова (сезон 1, е15 – сезон 2, е26) |
| Мелвин         | Александър Добрев                           |
| Тери           | Александър Добрев                           |
| Отис           | Балена Ланджева                             |
| Миранда        | Дайяна Димитрова                            |
| Лекс           | Христо Димитров                             |
| Хариет         | Калина Асенова                              |
| Бозли          | Константин Димитров                         |
| Принцеса Флъг  | Малена Шишкова                              |
| Кърли          | Марта Илиева                                |
| Мо             | Марта Илиева                                |
| Госпожа Мелвин | Михаела Тюлева                              |
| Готвача Джеф   | Явор Караиванов                             |
| Бо             | Стоян Кукуванов                             |
| Съдия Торн     | Татяна Захова                               |

| Обработка            | студио „Про Филмс“                                                                                              |
| -------------------- | --- |
| Режисьори на дублажа | Евгения Ангелова Ива Стоянова                                                                                   |
| Преводачи            | Галина Стаменкова Лора Станоева Джесика Петрова Елица Вите Ралица Христова Деница Цветанова Цветелина Атанасова |